# 叉枝柳
叉枝柳（学名：Salix divaricata），为杨柳科柳属下的一个植物种。

## 变种
长圆叶柳（学名：Salix divaricata var. meta-formosa）为杨柳科柳属叉枝柳的变种。分布于朝鲜以及中国大陆的吉林等地，生长于海拔1,800米至2,300米的地区，多生在山地阴湿处以及路旁。